# Flocken Elektrowagen
Flocken Elektrowagen – czterokołowy samochód elektryczny projektu Andreasa Flockena (1845–1913), wyprodukowany w 1888 roku przez Maschinenfabrik A. Flocken w Coburgu. 
Najprawdopodobniej pierwszy elektryczny samochód osobowy na świecie.

## Historia
W latach 80. XIX w. niemiecki przedsiębiorca Andreas Flocken (1845–1913) założył zakład produkcji maszyn w Coburgu. W 1888 roku otworzył dział elektrotechniczny i opracował projekt czterokołowego samochodu osobowego o napędzie elektrycznym. W tym samym roku pojazd został zbudowany, a lokalna gazeta Coburger Zeitung określiła go mianem „powozu parowego” (niem. Dampf-Chaise). Pojazd napędzany był przy pomocy akumulatora kwasowo-ołowiowego. Najprawdopodobniej był to pierwszy elektryczny samochód osobowy na świecie. 
Nie wiadomo czy Flocken produkował kiedykolwiek samochody tego typu na sprzedaż. Wiadomo, że konstruował kolejne, ulepszone modele. Wobec rozwoju silników spalinowych i ich dominacji w konstrukcjach samochodowych, samochód Flockena został zapomniany. 

## Rekonstrukcja
W 2010 roku Franz Haag podjął się zrekonstruowania samochodu Flockena, który zaprezentował w 2011 roku. Pojazd jechał z prędkością 15 km/h i miał zasięg ok. 40 km. Zrekonstruowany Flocken Elektrowagen prezentowany był na wystawach Deutsches Museum w Monachium. 